# أبو بريص مفلطح الذيل الشائع
أبو بريص مفلطح الذيل الشائع (الاسم العلمي: Uroplatus fimbriatus) هو أبو بريص موطنه مدغشقر. يوجد في شرق مدغشقر وفي جزيرتي نوسي بوهارا ونوسي منغابي [الإنجليزية]. يعيش هذا البرص في الغابات الاستوائية المطيرة. يصل طوله الإجمالي إلى 330 مم.